# Programa Recursos Minerais do Brasil
O Programa Recursos Minerais do Brasil, chamado também de Programa Geologia do Brasil objetiva o levantamento de informações geológico-econômicas e metalogenéticas do território brasileiro para subsidiar as atividades de exploração mineral em todo o território nacional, provendo, ainda, estudos sobre a potencialidade de áreas cuja ambiência geológica apresenta-se favorável à presença de metais.
No ano de 2005, com continuidade no ano de 2006, foram priorizados, estudos que objetivam apoiar atividades de extração mineral de pequeno porte; o aumento na oferta de minerais industriais e de insumos minerais para a agricultura e para a construção civil, e o desenvolvimento de estudos metalogenéticos. Desta forma, foram conduzidos projetos específicos agrupados em três subprogramas:
- No âmbito do Subprograma Avaliação de Potencial Mineral de Pequenos Depósitos e Distritos Mineiros, foram realizados estudos de avaliação do potencial de pequenos depósitos e distritos mineiros, como apoio aos arranjos produtivos locais.
- No âmbito do Subprograma Bens não Metálicos foram conduzidas pesquisas em áreas de ocorrência de rochas carbonáticas potenciais para uso como fertilizantes e corretivos de solo in natura; de zeolitas para uso industrial e agrícola; de minerais para construção civil em regiões metropolitanas e de agregados marinhos.
- No âmbito do Subprograma Estudos Metalogenéticos, foram conduzidas pesquisas em ambientes favoráveis à presença de metais básicos\ferrosos (Cu, Zn, Pb, Cr) e nobres (Elementos do grupo do níquel).[2]